# مانگلاور
مانگلاور (به انگلیسی: Manglaur) یک منطقهٔ مسکونی در هند است که در بخش حاریدوار واقع شده‌است. مانگلاور ۵۲٬۹۷۱ نفر جمعیت دارد و ۲۶۰ متر بالاتر از سطح دریا واقع شده‌است.